# Terra Mariana
Con l'espressione Terra Mariana (latino medievale per "Terra di Maria") si indica il nome ufficiale della Livonia medievale o Antica Livonia (in tedesco: Alt-Livland; estone: Vana-Liivimaa; in lettone: Livonija). Venne formata all'indomani della crociata livoniana e i suoi territori erano composti dall'odierna Estonia e Lettonia. Fu istituita il 2 febbraio 1207 come stato ecclesiastico all'interno del Sacro Romano Impero; successivamente nel 1215 papa Innocenzo III la dichiarò possedimento della Santa Sede.
Il legato pontificio Guglielmo di Modena divise la Terra Mariana in principati feudali: il Ducato di Estonia (direttamente amministrata dal re di Danimarca), l'Arcidiocesi di Riga; la diocesi di Curlandia; la diocesi di Dorpat; la diocesi di Ösel-Wiek; territori assegnati dai Cavalieri portaspada, un ordine religioso cavalleresco. Dopo la Battaglia di Šiauliai del 1236, i membri sopravvissuti dei Fratelli si fusero nel 1237 con l'Ordine Teutonico di Prussia e divennero noti come Ordine Livoniano. Nel 1346 l'Ordine Livoniano acquistò il Ducato di Estonia dalla Danimarca.
Durante il periodo in cui esistette la Livonia medievale, vi fu una costante lotta per la supremazia tra le terre governate dalla Chiesa e quelle dell'Ordine, tra nobiltà tedesca secolare e cittadini delle città anseatiche di Riga e Reval (che godevano di particolare autonomia). In seguito alla sconfitta nella battaglia di Grunwald nel 1410, l'Ordine Teutonico e lo Stato monastico dei cavalieri teutonici caddero in declino, mentre i cavalieri di Livonia riuscirono ad instradarsi su un percorso che li portasse ad una maggiore indipendenza.
Nel 1561, durante la guerra di Livonia, la Terra Mariana che dal 1419 era divenuta nota come Confederazione di Livonia cessò di esistere. Le sue parti settentrionali furono cedute all'Impero Svedese e formarono il Ducato di Estonia, i suoi territori meridionali entrarono a far parte del Granducato di Lituania - e quindi in seguito della Confederazione polacco-lituana - come Ducato di Livonia e Ducato di Curlandia e Semigallia. L'isola di Saaremaa divenne parte della Danimarca. Dall'inizio del XX secolo, parlando di Terra Mariana (in estone: Maarjamaa) si faceva riferimento nei testi poetici o aulici all'Estonia. Nel 1995 l'Ordine della Croce della Terra Mariana, una decorazione statale, fu istituito per onorare l'indipendenza dell'Estonia.

## Storia

### Crociata livoniana
Le terre sulle rive orientali del Mar Baltico furono l'ultima parte dell'Europa ad essere cristianizzata da Roma. Nel 1193 Papa Celestino III proclamò una crociata contro i pagani nel Nord Europa. Tuttavia, questa crociata non fu annunciata ufficialmente fino al 1197 o 1198, ma il primo resoconto di questa crociata è ritrovabile in una lettera di Papa Innocenzo III. All'inizio del XIII secolo, i crociati tedeschi di Gotland e del Sacro Romano Impero settentrionale conquistarono le terre della Livonia e della Lettonia lungo i fiumi Daugava e Gauja. La fortezza di Riga (capitale della moderna Lettonia) fu fondata nel 1201 e nel 1202 si formarono i Cavalieri portaspada. Nel 1218 Papa Onorio III comunicò a Valdemaro II di Danimarca il suo assenso di annettere quanto ambiasse ad assoggettare in Estonia. Inoltre Alberto di Riga, a guida dei crociati che combattevano contro gli estoni da sud, fece visita al re tedesco Filippo di Svevia e chiese supporto per attaccare da nord. Gli ultimi a essere soggiogati e cristianizzati furono gli osiliani, i curi e o semigalli.
Questa crociata differiva da molte altre perché, in questo caso, il Papa si prodigò affinché chi intendesse andare in crociata in Terra santa si recasse invece in Livonia. I combattenti cristiani di queste battaglie mostravano vessilli con croci disegnate sopra.
Dopo il successo della crociata, il territorio occupato dai tedeschi e dai danesi fu diviso in feudi da Guglielmo di Modena.

### Costituzione della Terra Mariana
Il termine Terra Mariae fu creato dal vescovo Alberto di Riga. Secondo Enrico di Livonia, il vescovo sottolineò a papa Innocenzo III l'importanza della crociata e il legame del territorio alla Vergine Maria quando riferì al IV Concilio Lateranense nel 1215:
La Terra Mariae non ha mai formato un'entità politica unitaria. A causa delle condizioni quasi inconciliabili create nel periodo precedente, l'area del legato pontificio Guglielmo di Modena fu divisa nel 1234 in sei unità feudali: fu il risultato di un compromesso tra la Chiesa e i Fratelli della Spada, entrambe fazioni guidate dai tedeschi, concluso quando era stata sottomessa la maggior parte della popolazione indigena.
La Livonia medievale fu governata in modo instabile e senza criteri gestionali precisi dai Portaspada fino al 1237, quando fu costituito l'Ordine di Livonia, un ramo del gruppo dei cavalieri teutonici. Verso la metà del XIV secolo, dopo aver acquistato il Ducato di Estonia da Cristoforo II, l'Ordine Livoniano controllava circa 67000 km² dell'Alta Livonia, mentre la Chiesa circa 41.000. Le terre dell'Ordine furono divise in circa 40 distretti governati da un Vogt. Il più grande stato ecclesiastico era l'Arcidiocesi di Riga (18000 km²), seguito per dimensione dalla Diocesi di Curlandia (4500 km²), dal Vescovado di Dorpat e dal Vescovado di Ösel-Wiek. Il capo nominale di Terra Mariana e della città di Riga era l'arcivescovo di Riga in quanto all'apice della gerarchia ecclesiastica.

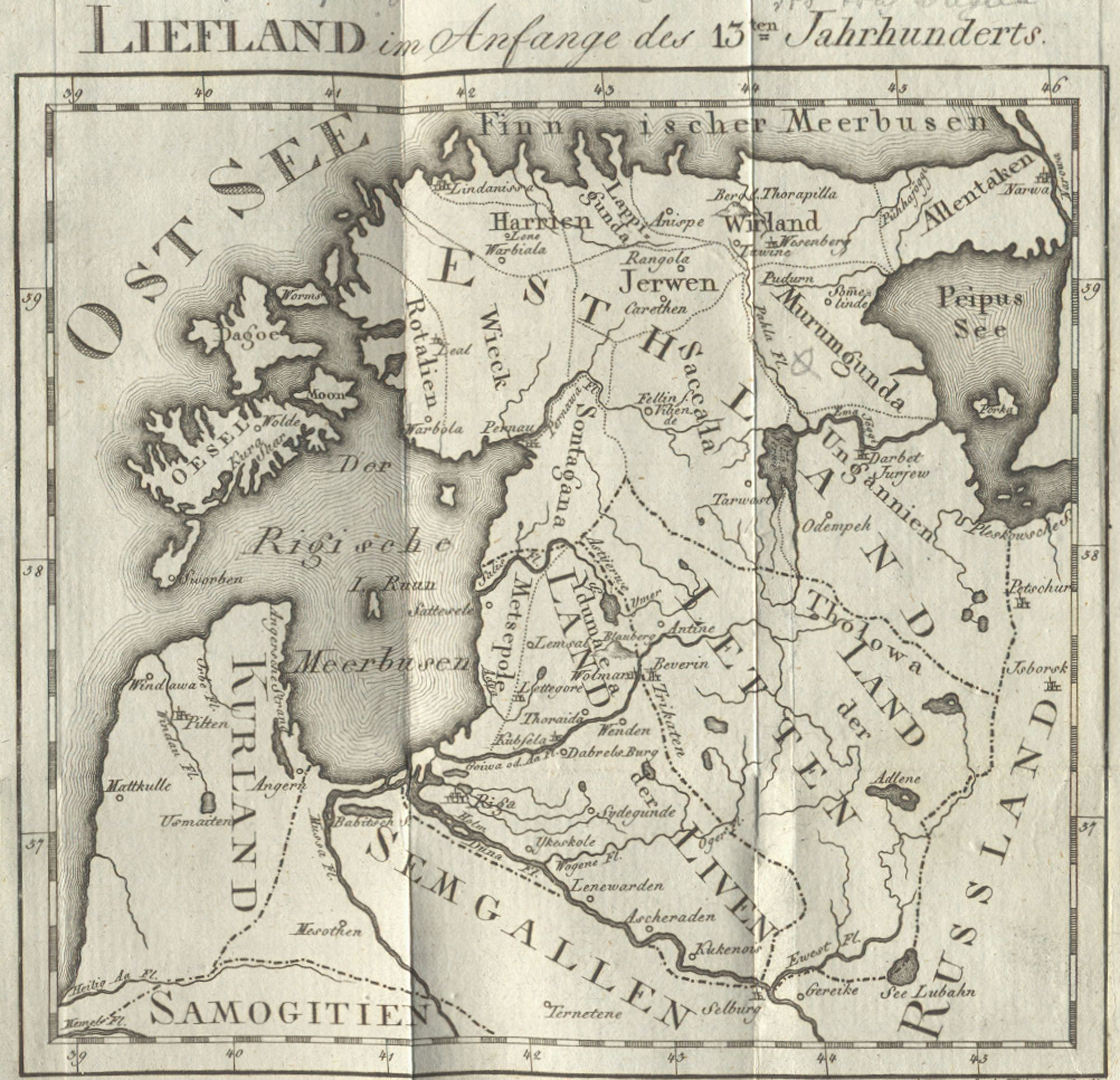
Mappa di Garlieb Merkel della Livonia del XIII secolo.

Nel 1240 Valdemaro II creò la Diocesi di Reval nel Ducato di Estonia, riservando per se stesso e i suoi successori regnanti (contrariamente al diritto canonico) la facoltà di nominare i vescovi di Reval. Tale decisione suscitò molte perplessità e mugugni in seno al clero. Durante questo periodo storico, l'elezione dei vescovi non avvenne mai a Reval, e i diritti reali sul vescovado e sulla nomina dei vescovi furono persino inclusi nel trattato con cui i territori furono ceduti all'Ordine Teutonico nel 1346.

### Guerre civili livoniane
Nel corso della sua esistenza, la Livonia medievale fu luogo di costanti lotte per la supremazia nel dominio sulle terre da parte della Chiesa, dell'Ordine, dei nobili secolari di origine tedesca che governavano i feudi e dei cittadini della città anseatica di Riga, che godevano di uno status particolare. Due importanti guerre civili furono combattute nel 1296-1330, 1313-1330: la battaglia scatenatasi nel 1343-1345 portò all'annessione del ducato danese dell'Estonia in favore dei Cavalieri Teutonici.
A livello puramente formale, l'arcivescovo di Riga rivestiva una carica superiore a livello feudale ed ecclesiastico sui cavalieri. Nei fatti, l'arcivescovo non rivestì un ruolo e potere politico dominante; l'Ordine Livoniano cercò variamente di unificare il Paese sotto la propria guida.
Il più importante alleato dell'Ordine Livoniano fu la nobiltà tedesca nel ducato danese dell'Estonia. All'inizio del XIV secolo la Danimarca non era più uno stato potente e la nobiltà tedesca locale era effettivamente diventata padrona del territorio. Dopo che gli estoni di Harju scatenarono una ribellione nel 1343 (Rivolta della notte di San Giorgio) l'ordine teutonico occupò militarmente i territori. Il rovesciamento del dominio danese avvenne due giorni dopo che l'Ordine sedò la rivolta estone. Il viceré danese fu imprigionato assieme ai vassalli filo-tedeschi. I castelli di Reval e Wesenberg furono consegnati all'Ordine dalla nobiltà tedesca il 16 maggio 1343, così come il castello di Narva nel 1345. Nel 1346, i territori estoni (Harria e Vironia) furono venduti dal re di Danimarca per 19.000 marchi ai guerrieri teutonici. Il passaggio della sovranità dalla Danimarca all'Ordine ebbe luogo il 1 novembre 1346.

### Confederazione Livoniana

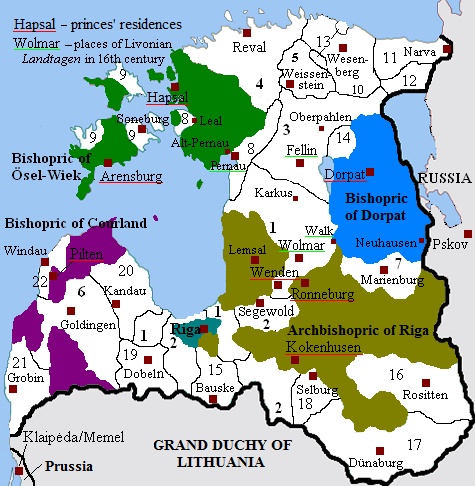
Possedimenti (in bianco) dei cavalieri di Livonia nel 1536. In viola, la diocesi di Curlandia, in verde smeraldo l'areale conteso per secoli tra vescovado e Ordine di Riga, in verde scuro la diocesi di Ösel-Wiek, in blu la diocesi di Dorpat e in verde oliva i possedimenti dell'Arcidiocesi di Riga

L'Ordine Teutonico cadde in declino dopo che la Polonia e la Lituania lo sconfissero nella Battaglia di Grunwald nel 1410. L'Ordine di Livonia riuscì a mantenere un'esistenza indipendente, poiché non partecipò alla battaglia e non subì perdite, avendo stipulato una tregua con il Granduca Vytautas.
Nel 1418 Papa Martino V nominò Johannes Ambundii arcivescovo di Riga. È passato alla storia come fautore della Confederazione Livoniana.
Nonostante quella che poteva apparire una modificazione degli assetti tra l'Ordine, i vescovi e le potenti città anseatiche, le tre fazioni continuarono a litigare. Per risolvere le controversie interne, fu riunito il neonato Landtag nel 1419 su iniziativa dell'arcivescovo Ambundii. La città di Walk fu selezionata come luogo d'incontro. La dieta vedeva come partecipanti membri dell'Ordine Livoniano, Vescovi Livoniani, vassalli e rappresentanti delle città.
Il 1 settembre 1435 la sconfitta dell'Ordine Livoniano nella Battaglia di Swienta (Pabaiskas), provocando anche la morte del Maestro e di diversi cavalieri di alto rango. L'accordo relativo alla costituzione della Confederazione livoniana (eiine fruntliche eyntracht) fu firmato a Walk il 4 dicembre 1435, dall'arcivescovo di Riga, dai vescovi di Courland, Dorpat, Ösel-Wiek e Reval, alla presenza di alcuni rappresentanti dell'Ordine, dei vassalli livoniani e dei deputati dei consigli municipali della città di Riga, Reval e Dorpat.
Gli stati della Confederazione livoniana cessarono di esistere durante la prima guerra del nord (1558-1582). Nel 1559 il vescovo di Ösel-Wiek e della Curlandia Johannes V von Münchhausen cedette le sue terre al re Federico II di Danimarca per 30.000 talleri. Il re danese cedette il territorio al fratello minore Duca Magnus di Holstein che nel 1560 guidò un esercito su Ösel.
Nel 1561 un esercito svedese sbarcò a Reval e ottenne il controllo sulla parte settentrionale della vecchia Livonia. L'ordine livoniano fu sciolto dal trattato di Vilnius nel 1561. L'anno seguente la Dieta livoniana decise di chiedere protezione a Sigismondo II Augusto (re di Polonia e Granduca di Lituania). Con la fine del governo da parte dell'ultimo arcivescovo di Riga, Guglielmo di Brandeburgo, l'attuale capitale lettone divenne una città libera dell'Impero. Il resto del territorio fu diviso tra due stati vassallo polacco-lituani: il Ducato di Curlandia e Semigallia (vassallo polacco) e il Ducato di Livonia (vassallo lituano).

## Galleria d'immagini

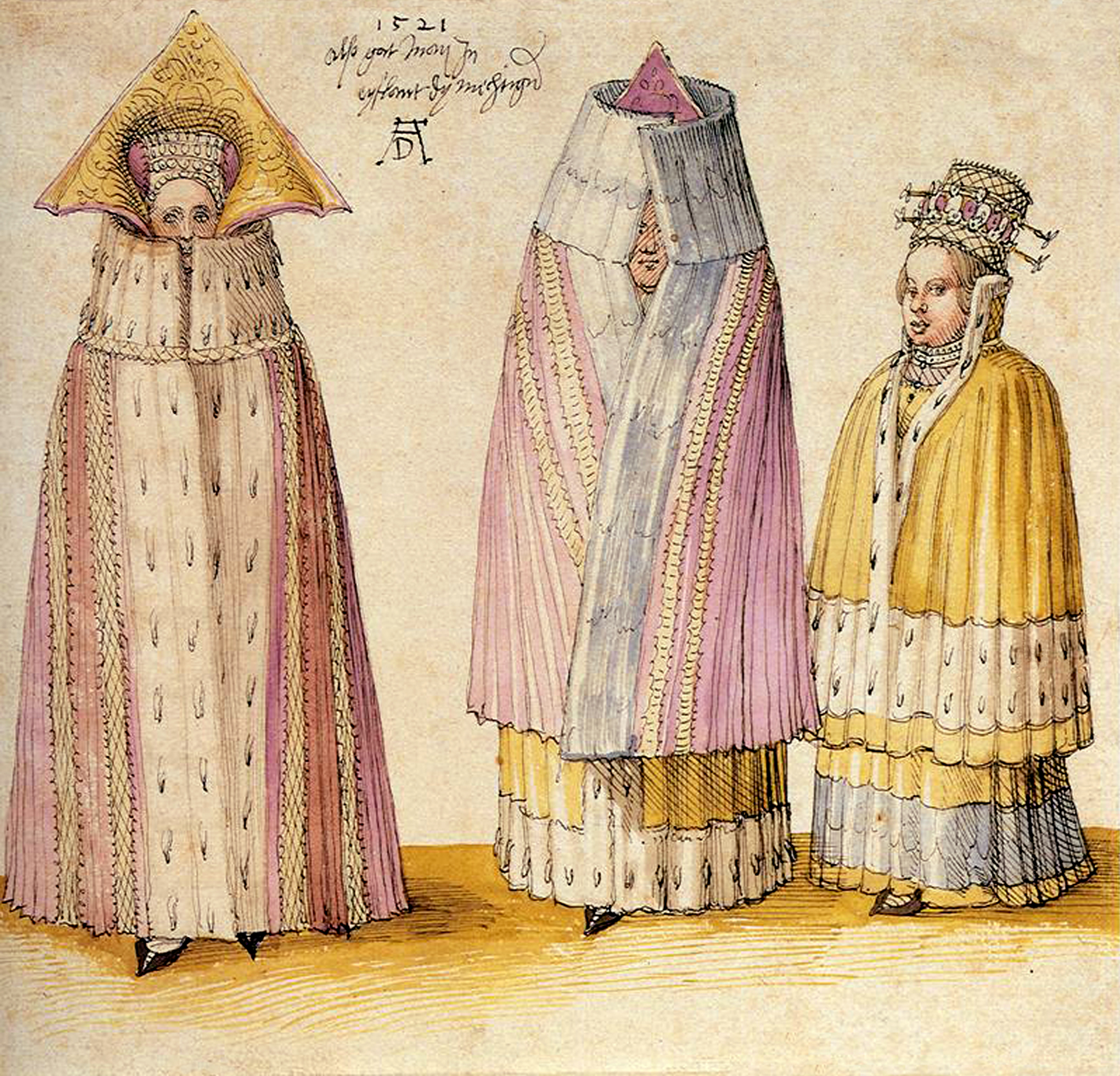
Tre donne nobili livone come riprodotte da Albrecht Dürer (1521).
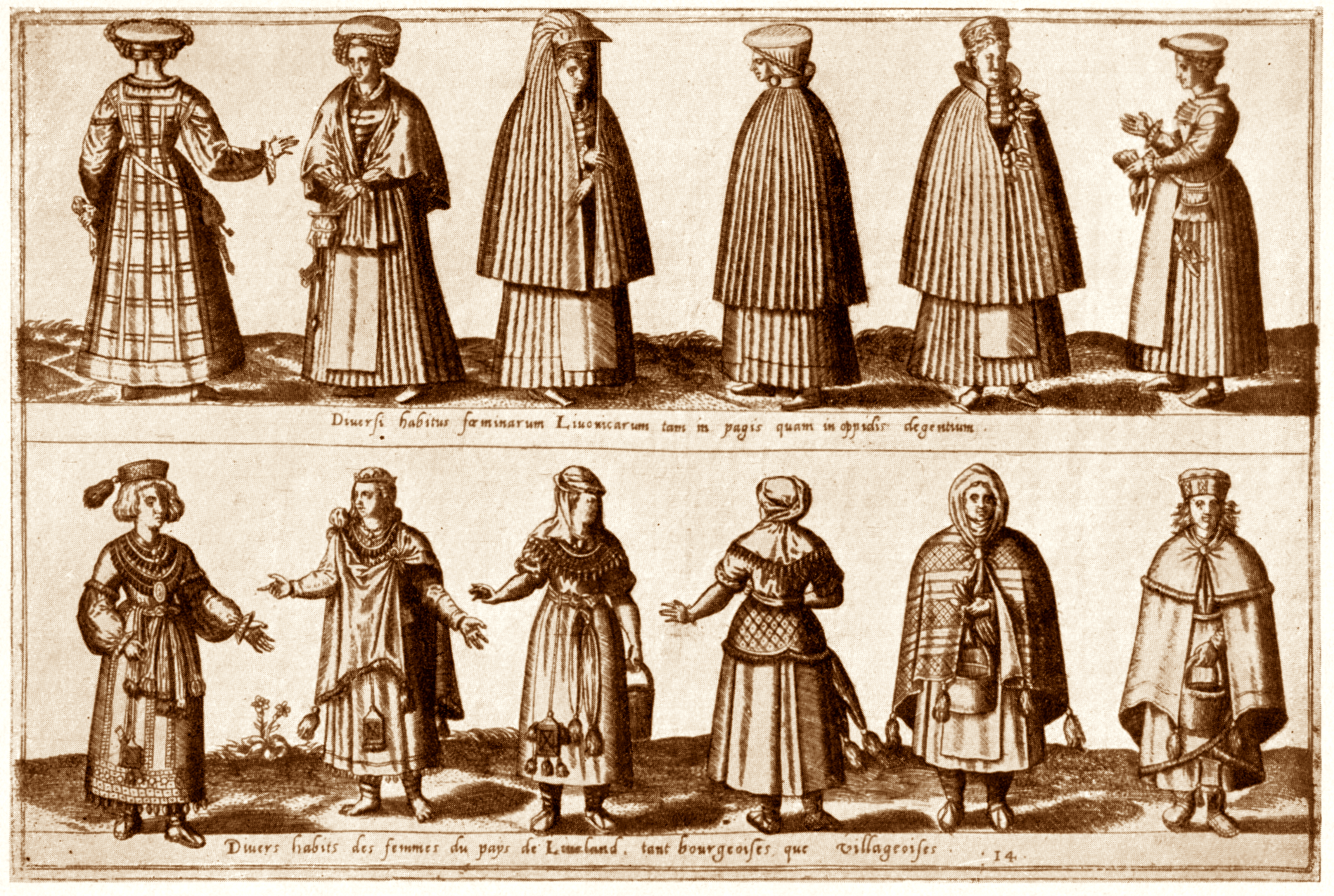
Cittadini (pannello superiore) e popolani (pannello inferiore) nella Livonia medievale, XVI secolo.
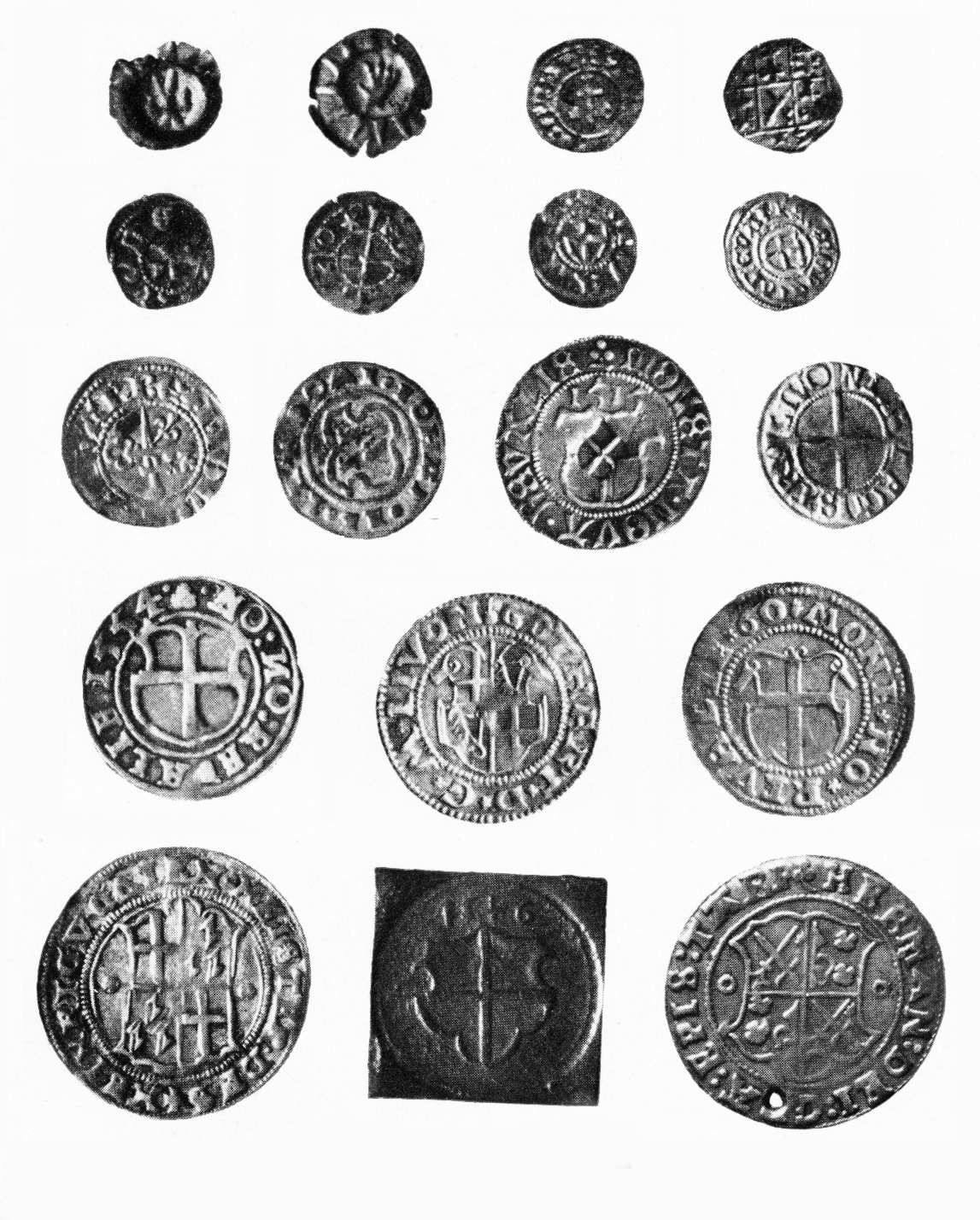
Monete della Livonia medievale, XV-XVI secolo.